# Constel·lació del Serpent
El Serpent (Serpens) és una de les 88 constel·lacions modernes, i també fou una de les 48 ptolemaiques. Entre les constel·lacions modernes és l'única que està dividida en dues parts: Serpens Caput - que representa el cap de la serp – cap a l'oest i Serpens Cauda – que representa la coa – cap a l'est. Entre aquestes dues parts hi ha la constel·lació d'Ophiuchus, el serpentari.

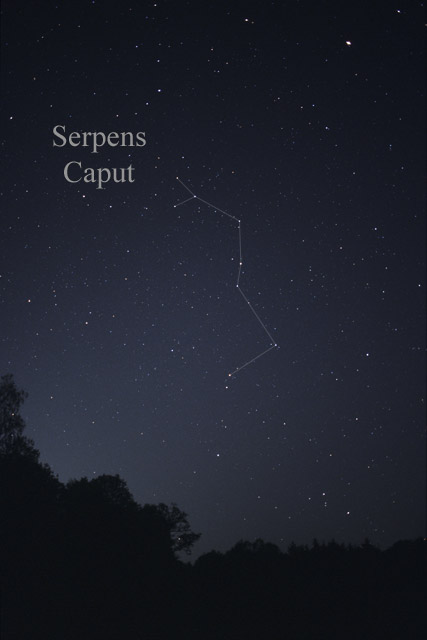

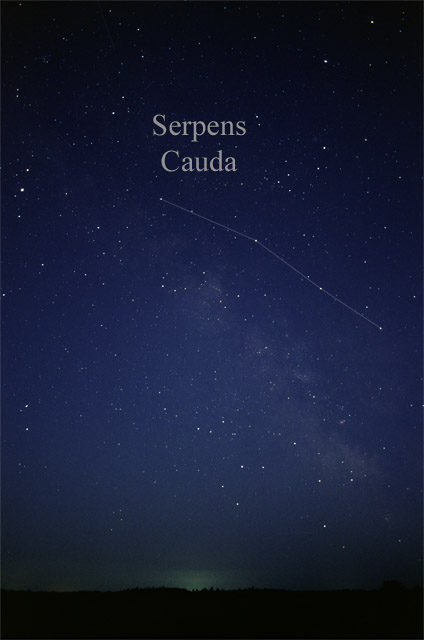

## Característiques notables

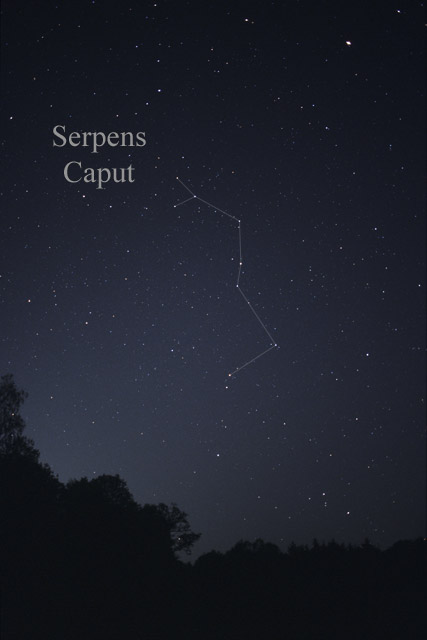
Constel·lació del Serpent (Caput)

Donat que Serpens es considera com una sola constel·lació encara que separada en dues parts, l'ordre de la designació de Bayer és segons la lluminositat entre ambdues constel·lacions. Al cap s'hi poden trobar les estrelles Unukalhai α Serpentis, β, γ, δ, ε, ι, κ, λ, μ, π, ρ, σ, τ, χ i ω Serpentis. A la coa hi ha les estrelles ζ, η, θ, ν, ξ, i ο Serpentis.
Només una de les estrelles de Serpens és més brillant que la tercera magnitud, per tant la constel·lació no és fàcil de veure. α Serpentis, anomenada Unukalhai, és a la part del cap i té una brillantor superior a magnitud 3, per la qual cosa la constel·lació no és fàcil de reconèixer. Distant a 74 anys llum, α Serpentis és una gegant taronja de tipus espectral K2IIIbCN1 i 4.496 K de temperatura efectiva La seva lluminositat és 59 vegades més gran que la lluminositat solar. δ Serpentis, també al cap, és una estrella doble només a 27 anys llum de la Terra. θ Serpentis, a la cua, és també doble.
A Unukalhai, el segueix en brillant η Serpentis, una gegant o subgegant ataronjada amb un contingut molt baix en metalls ([Fe/H] = -0,42) i un diàmetre, calculat a partir del seu diàmetre angular (2,98 mil·lisegons d'arc), gairebé sis vegades més gran que el diàmetre solar.
ξ Serpentis —quart astre més brillant— és una estrella blanc-groga, classificada com a gegant o subgegant de tipus A9IIIpSr: amb una lluminositat 31 vegades més gran que la del Sol. És una variable Delta Scuti, i, a més, una binària espectroscòpica l'acompanyant de la qual té un període orbital de 2,29 dies.

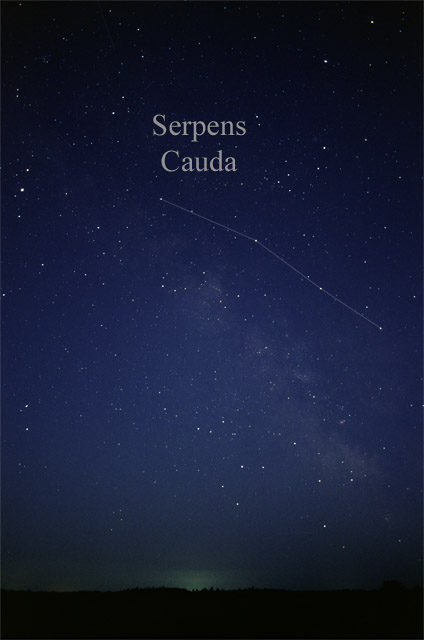
Constel·lació del Serpent (Cauda)

β Serpentis, que ocupa el cinquè lloc quant a les estrelles més brillants de la constel·lació, és una binària la component principal de la qual és una estrella blanca de la seqüència principal de tipus A2V amb una massa de 2,4 masses solars.
γ Serpentis, de tipus espectral F6V, té 6.350 K de temperatura efectiva, és tres vegades més lluminosa que el Sol i està situada a 36,7 anys llum de la Terra.
ζ Serpentis és una estrella una mica més calenta —de tipus F2V— amb una lluminositat 6,75 vegades més gran que la solar.
Per la seva banda, δ Serpentis és una estrella binària composta per dos subgegants de tipus espectral F0IV el període orbital del qual és de 1.150 anys.
Una altra estrella amb nom propi és Gudja, nom oficial de κ Serpentis, una freda gegant vermella de tipus espectral M0.5III i 4.033 K de temperatura superficial. Té una mida estimada 51 vegades més gran que la del Sol i es troba aproximadament a 380 anys llum de la Terra.
Serpens compta amb diverses estrelles similars al Sol. La més propera, a 38 anys llum, és λ Serpentis, una nana groga de tipus espectral G0V i 5.877 K de temperatura encara que amb el doble de lluminositat que el Sol.
ψ Serpentis, a 48 anys llum, és més semblant al nostre Sol quant a temperatura i lluminositat (és de tipus G2.5V), si bé té una companya estel·lar a una distància igual o superior a 61 ua.
39 Serpentis és un altre anàleg solar d'igual lluminositat que el Sol, malgrat que el seu contingut metàl·lic equival al 37 % del que té el Sol.
Molt més semblant al Sol és la tènue HD 143436, a 142 anys llum, un possible bessó solar d'igual massa, lluminositat i grandària que el Sol; no obstant això, el seu contingut en liti és sis vegades més abundant que a la nostra estrella, encara que el Sol sembla estar empobrit en aquest element en relació amb altres estrelles del seu entorn.
Eentre les variables de Serpens es troben les variables Mira R Serpentis —la brillantor del qual oscil·la al llarg d'un període de 356 dies—, S Serpentis i U Serpentis.
QY Serpentis és una variable de llarg període de tipus K8IIIb que en màxima brillantor aconsegueix magnitud 5,42.
Molt diferent és NZ Serpentis, una jove estrella B[e] massiva envoltada per un disc circunestel·lar d'acreció que prové del núvol estel·lar a partir del qual es va formar l'estrella.
Són diverses les estrelles de la constel·lació en què s'han descobert planetes extrasolars.
ω Serpentis, la més brillant entre elles, és una taronja gegant que té un planeta amb un període orbital de 277 dies.
HD 168746 —anomenada Alasia d'acord amb la UAI— és una nana groga amb un planeta la massa mínima del qual és 0,23 vegades la massa de Júpiter; situat molt a prop de l'estrella —amb prou feines a 0,065 ua—, completa una òrbita cada 6,4 dies. La temperatura superficial d'equilibri del planeta a aquesta distància és de 900K.
És també molt interessant el sistema NN Serpentis: consta d'una nana blanca molt calenta —57.000 K— i una nana vermella molt properes entre si, sent la separació entre elles inferior al radi solar (0,93 radis solars). El període orbital d'aquesta binària propera és de només 3,13 hores. Al seu voltant s'han descobert dos planetes amb una separació de 3,4 i 5,4 ua respectivament.
Un altre objecte notable és PSR J1719-1438, púlsar on s'ha detectat un possible planeta en òrbita al seu voltant. El planeta sembla tenir una densitat d'almenys 23 g/cm³, de tal manera que es pot considerar com una nana blanca, no lluminosa, de carboni i oxigen amb molt baixa massa i densitat.
Gliese 710 és una nana taronja de tipus K7V la lluminositat del qual equival al 9 % de la del Sol; actualment es troba a 62 anys llum, però d'aquí a 1,4 milions d'anys s'aproximarà a només 1 any llum del sistema solar, travessant llavors el núvol d'Oort.

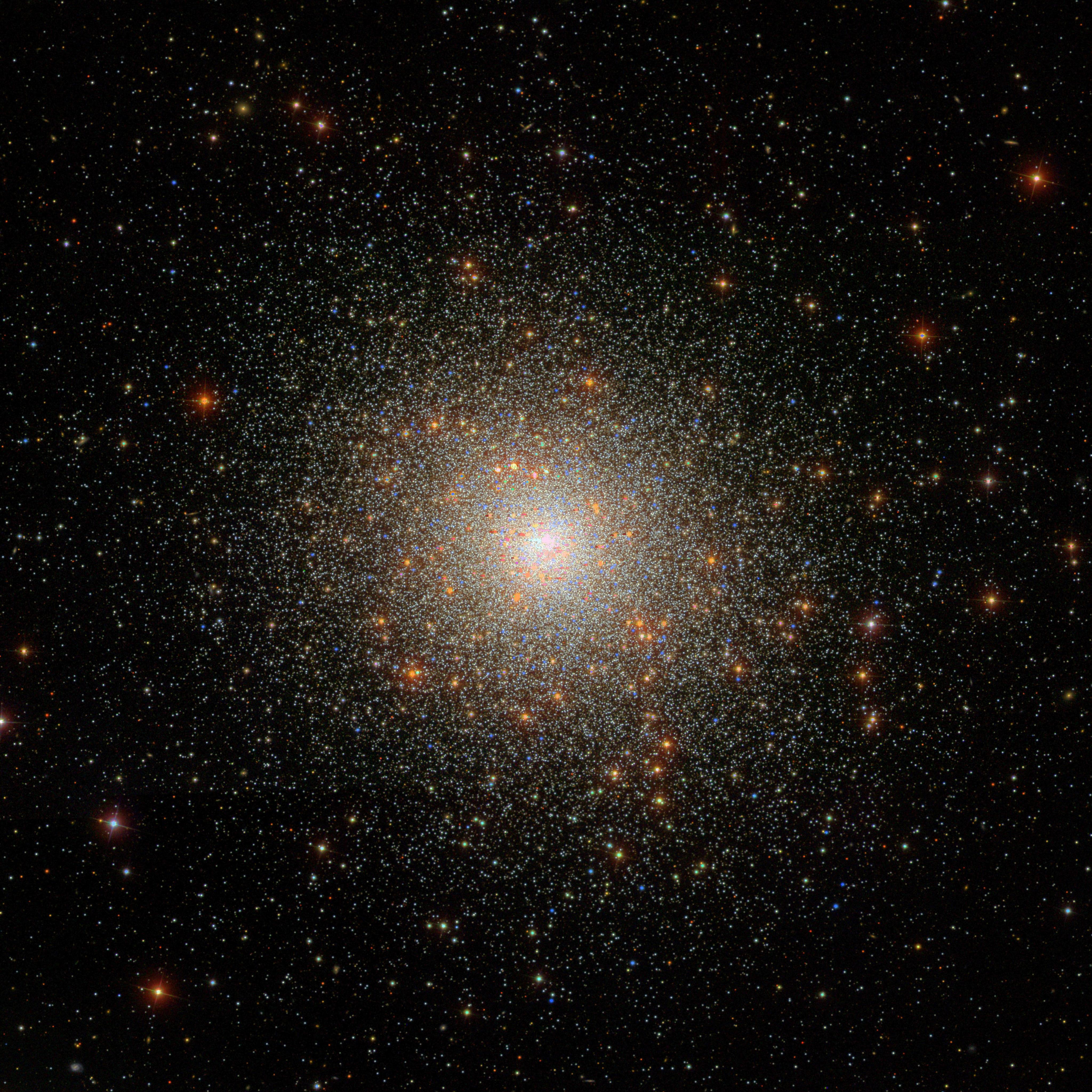
Cúmul globular M5 (Crèdits:Sloan Digital Sky Survey)

Entre els objectes del cel profund de Serpens Caput cal assenyalar el cúmul globular M5, situat a 24.500 anys llum.
Aquest cúmul s'ha utilitzat per posar a prova el moment magnètic dels neutrins, cosa que podria donar llum sobre algunes partícules hipotètiques com l'axió.
NGC 6539 és també un cúmul globular, distant a 26.600 anys llum de la Terra.
Un altre cúmul globular, situat just al sud de M5, rep el nom de Palomar 5. Moltes estrelles d'aquest cúmul n'estan sortint a causa de l'acció gravitatòria de la Via Làctia, formant una cua de marea de més de 30.000 anys llum.
A Serpens Cauda es pot observar la nebulosa de l'Àliga i el seu cúmul estel·lar associat, M16, que es troben a 5.700 anys llum de la Terra en direcció al centre galàctic. La coneguda imatge obtinguda amb el telescopi espacial Hubble —anomenada «Pilars de la Creació»— mostra una àmplia regió de formació estel·lar d'aquesta nebulosa.
Un altre objecte d'interès és l'anomenada Nebulosa Roja Quadrada, nebulosa planetària al voltant de l'estrella MWC 922.
Presenta cavitats còniques bessones oposades i al llarg del seu eix es poden observar una sèrie de línies clarament definides.

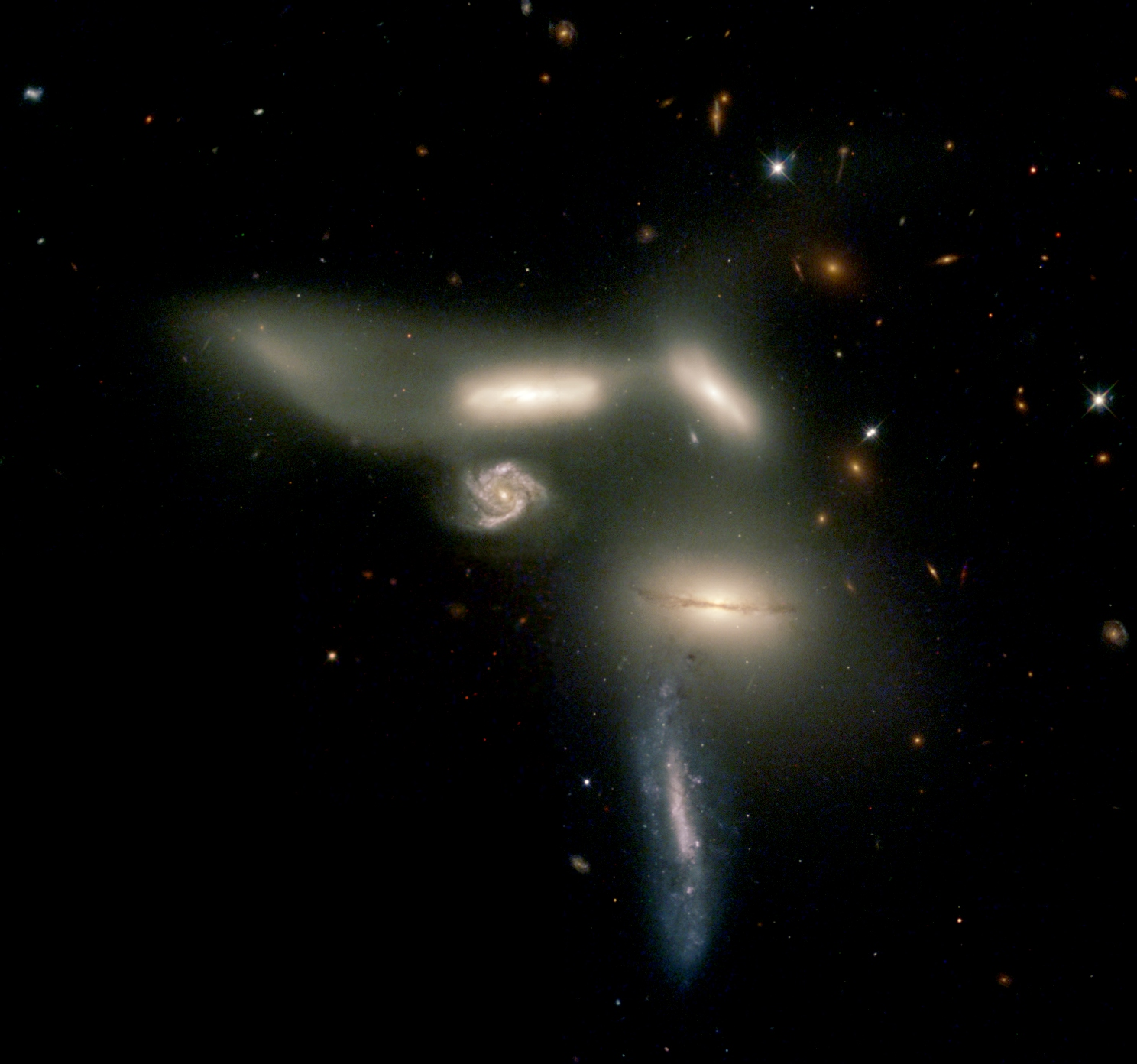
Imatge del Sextet de Seyfert obtinguda des del telescopi Hubble

A Serpens Caput es poden observar diverses galàxies.
NGC 6118 és una galàxia espiral de gran disseny on, el 2004, es va observar la supernova de tipus Ib SN 2004dk.
NGC 5962 és una altra galàxia espiral distant 120 milions d'anys llum, entorn de la qual orbiten dos galàxies satèl·lit. NGC 5970, galàxia espiral barrada, es troba una mica més a prop de la Terra, a 92 milions d'anys llum.
El Sextet de Seyfert és una agrupació de sis galàxies, quatre de les quals interactuen gravitacionalment; la cinquena galàxia està més allunyada mentre que l'última «galàxia» és, en realitat, una part separada d'una de les altres galàxies. Aquest cúmul de galàxies és a una distància de 190 milions d'anys llum i té aproximadament 100.000 anys llum d'amplada, sent una de les agrupacions galàctiques més denses que es coneixen.
Més distant —a 600 milions d'anys llum aproximadament—, està situat l'Objecte de Hoag (PGC 54559), una atípica galàxia anular. Apareix com un anell gairebé perfecte d'estrelles joves blaves envoltant un nucli d'estrelles grogues més velles. El buit existent entre l'anell i el nucli pot contenir alguns cúmuls estel·lars massa febles per ser observats, encara que a través d'aquest pot veure's una altra galàxia anular probablement més allunyada. Deu el seu nom a Art Hoag, qui va descobrir aquest objecte el 1950.

## Estrelles principals

### Unukalhai (α Serpentis)
L'estrella principal de Serpens, Unukalhai (α Serpentis), es troba al cap. Té una magnitud aparent de 2,60. Es tracta d'una gegant taronja unes 15 vegades més gran que el Sol.
El seu nom deriva d'una frase àrab que vol dir «el coll de la serp».

### Altres estrelles
δ Serpentis, al cap, és una estrella doble que es troba a 210 anys llum de la Terra. Aquests dos components són molt semblants, dues sub-gegants blanques. Pareix que estarien separades més de 370 ua.
θ Serpentis, a la coa, és també doble i porta el nom d'Alya.
R Serpentis és una variable del tipus Mira, que evoluciona entre les magnituds 5,16 i 14 en 357 dies.

### Taula de recapitulació de les estrelles de Serpens
Els valors numèrics provenen de les dades mesurades pel satèl·lit Hipparcos
| Estrella                | Magnitud aparent | Magnitud absoluta | Distància (anys llum) | Tipus espectral | Nom àrab  |
| ----------------------- | ---------------- | ----------------- | --------------------- | --------------- | --------- |
| Unukalhai (α Ser)       | 2,60             | 0,84              | 73                    | K2III           | عنق الحية |
| η Ser                   | 3,25             | 1,86              | 62                    | K0III-IV        |           |
| μ Ser                   | 3,54             | 0,14              | 156                   | A0V             |           |
| ξ Ser                   | 3,54             | 0,99              | 105                   | F0IIIp          |           |
| β Ser                   | 3,65             | 0,29              | 153                   | A3V             |           |
| ε Ser                   | 3,71             | 2,04              | 70                    | A2Vm            |           |
| γ Ser                   | 3,85             | 3,62              | 36                    | F6V             |           |
| κ Ser                   | 4,09             | -1,05             | 349                   | M1III           |           |
| δ¹ Ser                  | 4,20             | 0,16              | 210                   | F0IV            |           |
| Òmicron Serpentis ο Ser | 4,24             | 0,68              | 168                   | A2Va            |           |
| ν Ser                   | 4,32             | 0,45              | 193                   | A0/A1V          |           |
| λ Ser                   | 4,42             | 4,07              | 38                    | G0Vvar          |           |
| ι Ser                   | 4,51             | 0,66              | 192                   | A1V             |           |
| ζ Ser                   | 4,62             | 2,79              | 76                    | F3V             |           |
| Alya (θ¹ Ser)           | 4,62             | 1,59              | 132                   | A5V             |           |
| ρ Ser                   | 4,74             | -0,68             | 395                   | K5III           |           |
| σ Ser                   | 4,82             | 2,64              | 89                    | F0V             |           |
| π Ser                   | 4,82             | 1,15              | 177                   | A3V             |           |
| θ² Ser                  | 4,98             | 1,77              | 143                   | A5Vn            |           |
| MQ Ser                  | 5,06             | 3,09              | 81                    | F8III-IV        |           |
| 36 Ser                  | 5,09             | 1,65              | 159                   | A3Vn            |           |
| 10 Ser                  | 5,15             | 2,28              | 122                   | A8IV            |           |
| τ¹ Ser                  | 5,16             | -2,09             | 919                   | M1III           |           |
| R Ser                   | 5,16             | -2,07             | 911                   | M5IIIe-M9e      |           |
| δ² Ser                  | 5,20             | 1,16              | 210                   | F0IV            |           |
| d Ser                   | 5,20             | -0,63             | 479                   | G0III+A6V       |           |
| ω Ser                   | 5,21             | 0,68              | 263                   | G8III           |           |
| 16 Ser                  | 5,26             | 0,97              | 235                   | K0p             |           |
| 3 Ser                   | 5,32             | -0,46             | 467                   | K0III           |           |
| χ Ser                   | 5,34             | 1,11              | 228                   | A0p Sr          |           |
| 6 Ser                   | 5,35             | 0,98              | 244                   | K3III           |           |
| 60 Ser                  | 5,38             | 1,08              | 236                   | K0III           |           |
| HR 6016                 | 5,39             | -0,51             | 494                   | K4III           |           |
| HR 6858                 | 5,39             | -0,41             | 471                   | K3III           |           |
| 25 Ser                  | 5,39             | -0,10             | 408                   | B8III           |           |
| HR 5924                 | 5,45             | -0,88             | 602                   | M0III           |           |
| 11 Ser                  | 5,50             | 0,91              | 270                   | K0III           |           |

## Objectes celestes
La constel·lació de Serpens conté molts d'objectes celestes:
M5 és un cúmul globular, situat a 8º al sud-oest d'α Serpentis al cap. Aquest és un dels més bells del cel. Satèl·lit de la Via Làctia té un diàmetre de 500 anys llum, la qual cosa el fa quasi una galàxia nana.
M16, la nebulosa de l'Aguila, és una nebulosa difusa il·luminada per una quinzena d'estrelles joves. Aquesta és una zona de formació estel·lar.
També hi trobam la nebulosa difusa NGC 6611 i els cúmuls oberts NGC 6604 i IC 4756.

## Història i mitologia
Serpens és una constel·lació antiga, si bé la seva simbologia primera resta desconeguda. S'identifica a la mitologia grega amb la serp que revelà a Asclepi els secrets de la medicina. En conseqüència es representa sempre portada per Ophiuchus (el Serpentari), aquest és el que controla el poder de l'animal.